# Eneco Tour 2009
La 5e édition de l'Eneco Tour, inscrite au calendrier de l'UCI ProTour 2009, s'est déroulée du 18 au 25 août 2009. Il s'agit de la onzième épreuve de l'UCI ProTour 2009. Le Norvégien Edvald Boasson Hagen remporte la course.

## Présentation

### Equipes
L'Eneco Tour faisant partie de l'UCI ProTour, les 18 équipes ProTour sont automatiquement présentes sur la course, composées chacune de 8 coureurs, à l'exception des formations Milram et Euskaltel-Euskadi. Trois équipes continentales professionnelles (Skil-Shimano, Topsport Vlaanderen-Mercator et Vacansoleil) ont été invitées à la course pour former un peloton de 166 coureurs de 21 équipes.
| ProTeams (18)- BBox Bouygues Telecom - Caisse d'Épargne - Cofidis, le Crédit en Ligne - Euskaltel-Euskadi - La Française des jeux - Lampre-NGC - Liquigas - Rabobank - Saxo Bank - AG2R La Mondiale - Katusha - Columbia-HTC - Team Milram - Astana - Garmin-Slipstream - Quick Step - Silence-Lotto - Fuji-Servetto Équipes continentales professionnelles (3)- Vacansoleil - Skil-Shimano - Topsport Vlaanderen-Mercator |
| |

## Etapes
| Étape     | Date    | Villes étapes                               | type                        | Distance (km) | Vainqueur d'étape    | Leader du classement général |
| --------- | ------- | ------------------------------------------- | --------------------------- | ------------- | -------------------- | ---------------------------- |
| Prologue  | 18 août | Rotterdam – Rotterdam                       | contre-la-montre individuel | 4,4           | Sylvain Chavanel     | Sylvain Chavanel             |
| 1re étape | 19 août | Aalter – Ardoye                             |                             | 185,4         | Tyler Farrar         | Tyler Farrar                 |
| 2e étape  | 20 août | Ardoye – région métropolitaine de Bruxelles |                             | 178,1         | Tyler Farrar         | Tyler Farrar                 |
| 3e étape  | 21 août | Niel – Hasselt                              |                             | 158,3         | Tom Boonen           | Tyler Farrar                 |
| 4e étape  | 22 août | Hasselt – Libramont-Chevigny                |                             | 221,2         | Tyler Farrar         | Tyler Farrar                 |
| 5e étape  | 23 août | Ruremonde – Sittard                         |                             | 204,3         | Lars Bak             | Edvald Boasson Hagen         |
| 6e étape  | 24 août | Genk – Ruremonde                            |                             | 163,3         | Edvald Boasson Hagen | Edvald Boasson Hagen         |
| 7e étape  | 25 août | Amersfoort – Amersfoort                     | contre-la-montre individuel | 13,1          | Edvald Boasson Hagen | Edvald Boasson Hagen         |

## Les étapes

### Prologue
18 août 2009 – Rotterdam, 4,4 km
| \| Classement de l'étape \| Classement de l'étape \| Classement de l'étape \| Classement de l'étape \| Classement de l'étape \| \| Coureur \| Coureur \| Pays \| Équipe \| Temps \| \| --------------------- \| --------------------- \| --------------------- \| ---------------------------- \| --------------------- \| \| 1er \| Sylvain Chavanel \| France \| Quick Step \| 5 min 55 s \| \| 2e \| Tyler Farrar \| États-Unis \| Garmin-Slipstream \| + 1 s \| \| 3e \| Tom Boonen \| Belgique \| Quick Step \| + 1 s \| \| 4e \| Bradley Wiggins \| Royaume-Uni \| Garmin-Slipstream \| + 2 s \| \| 5e \| Joost Posthuma \| Pays-Bas \| Rabobank \| + 2 s \| \| 6e \| Vincenzo Nibali \| Italie \| Liquigas \| + 4 s \| \| 7e \| Juan Antonio Flecha \| Espagne \| Rabobank \| + 4 s \| \| 8e \| Edvald Boasson Hagen \| Norvège \| Columbia-HTC \| + 5 s \| \| 9e \| Maarten Tjallingii \| Pays-Bas \| Rabobank \| + 5 s \| \| 10e \| Nikolas Maes \| Belgique \| Topsport Vlaanderen-Mercator \| + 5 s \| |                      |             |                              |            |
| |                      |             |                              |            |
| |                      |             |                              |            |
| Classement de l'étape |                      |             |                              |            |
| Coureur | Coureur              | Pays        | Équipe                       | Temps      |
| 1er | Sylvain Chavanel     | France      | Quick Step                   | 5 min 55 s |
| 2e | Tyler Farrar         | États-Unis  | Garmin-Slipstream            | + 1 s      |
| 3e | Tom Boonen           | Belgique    | Quick Step                   | + 1 s      |
| 4e | Bradley Wiggins      | Royaume-Uni | Garmin-Slipstream            | + 2 s      |
| 5e | Joost Posthuma       | Pays-Bas    | Rabobank                     | + 2 s      |
| 6e | Vincenzo Nibali      | Italie      | Liquigas                     | + 4 s      |
| 7e | Juan Antonio Flecha  | Espagne     | Rabobank                     | + 4 s      |
| 8e | Edvald Boasson Hagen | Norvège     | Columbia-HTC                 | + 5 s      |
| 9e | Maarten Tjallingii   | Pays-Bas    | Rabobank                     | + 5 s      |
| 10e | Nikolas Maes         | Belgique    | Topsport Vlaanderen-Mercator | + 5 s      |

| \| Classement général \| Classement général \| Classement général \| Classement général \| Classement général \| \| Coureur \| Coureur \| Pays \| Équipe \| Temps \| \| ------------------ \| -------------------- \| ------------------ \| ---------------------------- \| ------------------ \| \| 1er \| Sylvain Chavanel \| France \| Quick Step \| 5 min 55 s \| \| 2e \| Tyler Farrar \| États-Unis \| Garmin-Slipstream \| + 1 s \| \| 3e \| Tom Boonen \| Belgique \| Quick Step \| + 1 s \| \| 4e \| Bradley Wiggins \| Royaume-Uni \| Garmin-Slipstream \| + 2 s \| \| 5e \| Joost Posthuma \| Pays-Bas \| Rabobank \| + 2 s \| \| 6e \| Vincenzo Nibali \| Italie \| Liquigas \| + 4 s \| \| 7e \| Juan Antonio Flecha \| Espagne \| Rabobank \| + 4 s \| \| 8e \| Edvald Boasson Hagen \| Norvège \| Columbia-HTC \| + 5 s \| \| 9e \| Maarten Tjallingii \| Pays-Bas \| Rabobank \| + 5 s \| \| 10e \| Nikolas Maes \| Belgique \| Topsport Vlaanderen-Mercator \| + 5 s \| |                      |             |                              |            |
| |                      |             |                              |            |
| |                      |             |                              |            |
| Classement général |                      |             |                              |            |
| Coureur | Coureur              | Pays        | Équipe                       | Temps      |
| 1er | Sylvain Chavanel     | France      | Quick Step                   | 5 min 55 s |
| 2e | Tyler Farrar         | États-Unis  | Garmin-Slipstream            | + 1 s      |
| 3e | Tom Boonen           | Belgique    | Quick Step                   | + 1 s      |
| 4e | Bradley Wiggins      | Royaume-Uni | Garmin-Slipstream            | + 2 s      |
| 5e | Joost Posthuma       | Pays-Bas    | Rabobank                     | + 2 s      |
| 6e | Vincenzo Nibali      | Italie      | Liquigas                     | + 4 s      |
| 7e | Juan Antonio Flecha  | Espagne     | Rabobank                     | + 4 s      |
| 8e | Edvald Boasson Hagen | Norvège     | Columbia-HTC                 | + 5 s      |
| 9e | Maarten Tjallingii   | Pays-Bas    | Rabobank                     | + 5 s      |
| 10e | Nikolas Maes         | Belgique    | Topsport Vlaanderen-Mercator | + 5 s      |

### 1reétape
19 août 2009 – Aalter-Ardooie, 185,4 km
| \| Classement de l'étape \| Classement de l'étape \| Classement de l'étape \| Classement de l'étape \| Classement de l'étape \| \| Coureur \| Coureur \| Pays \| Équipe \| Temps \| \| --------------------- \| --------------------- \| --------------------- \| --------------------- \| --------------------- \| \| 1er \| Tyler Farrar \| États-Unis \| Garmin-Slipstream \| 4 h 18 min 40 s \| \| 2e \| Tom Boonen \| Belgique \| Quick Step \| + 0 s \| \| 3e \| Edvald Boasson Hagen \| Norvège \| Columbia-HTC \| + 0 s \| \| 4e \| Graeme Brown \| Australie \| Rabobank \| + 0 s \| \| 5e \| Robert Förster \| Allemagne \| Team Milram \| + 0 s \| \| 6e \| Yauheni Hutarovich \| Biélorussie \| La Française des jeux \| + 0 s \| \| 7e \| Tom Veelers \| Pays-Bas \| Skil-Shimano \| + 0 s \| \| 8e \| Roy Sentjens \| Belgique \| Silence-Lotto \| + 0 s \| \| 9e \| Mathew Hayman \| Australie \| Rabobank \| + 0 s \| \| 10e \| Juan José Haedo \| Argentine \| Saxo Bank \| + 0 s \| |                      |             |                       |                 |
| |                      |             |                       |                 |
| |                      |             |                       |                 |
| Classement de l'étape |                      |             |                       |                 |
| Coureur | Coureur              | Pays        | Équipe                | Temps           |
| 1er | Tyler Farrar         | États-Unis  | Garmin-Slipstream     | 4 h 18 min 40 s |
| 2e | Tom Boonen           | Belgique    | Quick Step            | + 0 s           |
| 3e | Edvald Boasson Hagen | Norvège     | Columbia-HTC          | + 0 s           |
| 4e | Graeme Brown         | Australie   | Rabobank              | + 0 s           |
| 5e | Robert Förster       | Allemagne   | Team Milram           | + 0 s           |
| 6e | Yauheni Hutarovich   | Biélorussie | La Française des jeux | + 0 s           |
| 7e | Tom Veelers          | Pays-Bas    | Skil-Shimano          | + 0 s           |
| 8e | Roy Sentjens         | Belgique    | Silence-Lotto         | + 0 s           |
| 9e | Mathew Hayman        | Australie   | Rabobank              | + 0 s           |
| 10e | Juan José Haedo      | Argentine   | Saxo Bank             | + 0 s           |

| \| Classement général \| Classement général \| Classement général \| Classement général \| Classement général \| \| Coureur \| Coureur \| Pays \| Équipe \| Temps \| \| ------------------ \| -------------------- \| ------------------ \| ---------------------------- \| ------------------ \| \| 1er \| Tyler Farrar \| États-Unis \| Garmin-Slipstream \| 4 h 23 min 26 s \| \| 2e \| Tom Boonen \| Belgique \| Quick Step \| + 4 s \| \| 3e \| Sylvain Chavanel \| France \| Quick Step \| + 9 s \| \| 4e \| Edvald Boasson Hagen \| Norvège \| Columbia-HTC \| + 10 s \| \| 5e \| Bradley Wiggins \| Royaume-Uni \| Garmin-Slipstream \| + 11 s \| \| 6e \| Joost Posthuma \| Pays-Bas \| Rabobank \| + 11 s \| \| 7e \| Vincenzo Nibali \| Italie \| Liquigas \| + 13 s \| \| 8e \| Juan Antonio Flecha \| Espagne \| Rabobank \| + 13 s \| \| 9e \| Maarten Tjallingii \| Pays-Bas \| Rabobank \| + 14 s \| \| 10e \| Nikolas Maes \| Belgique \| Topsport Vlaanderen-Mercator \| + 14 s \| |                      |             |                              |                 |
| |                      |             |                              |                 |
| |                      |             |                              |                 |
| Classement général |                      |             |                              |                 |
| Coureur | Coureur              | Pays        | Équipe                       | Temps           |
| 1er | Tyler Farrar         | États-Unis  | Garmin-Slipstream            | 4 h 23 min 26 s |
| 2e | Tom Boonen           | Belgique    | Quick Step                   | + 4 s           |
| 3e | Sylvain Chavanel     | France      | Quick Step                   | + 9 s           |
| 4e | Edvald Boasson Hagen | Norvège     | Columbia-HTC                 | + 10 s          |
| 5e | Bradley Wiggins      | Royaume-Uni | Garmin-Slipstream            | + 11 s          |
| 6e | Joost Posthuma       | Pays-Bas    | Rabobank                     | + 11 s          |
| 7e | Vincenzo Nibali      | Italie      | Liquigas                     | + 13 s          |
| 8e | Juan Antonio Flecha  | Espagne     | Rabobank                     | + 13 s          |
| 9e | Maarten Tjallingii   | Pays-Bas    | Rabobank                     | + 14 s          |
| 10e | Nikolas Maes         | Belgique    | Topsport Vlaanderen-Mercator | + 14 s          |

### 2eétape
20 août 2009 – Ardooie-Bruxelles, 178,1 km
| \| Classement de l'étape \| Classement de l'étape \| Classement de l'étape \| Classement de l'étape \| Classement de l'étape \| \| Coureur \| Coureur \| Pays \| Équipe \| Temps \| \| --------------------- \| --------------------- \| --------------------- \| --------------------------- \| --------------------- \| \| 1er \| Tyler Farrar \| États-Unis \| Garmin-Slipstream \| 4 h 17 min 53 s \| \| 2e \| Yauheni Hutarovich \| Biélorussie \| La Française des jeux \| + 0 s \| \| 3e \| Edvald Boasson Hagen \| Norvège \| Columbia-HTC \| + 0 s \| \| 4e \| Graeme Brown \| Australie \| Rabobank \| + 0 s \| \| 5e \| Tom Veelers \| Pays-Bas \| Skil-Shimano \| + 0 s \| \| 6e \| Francesco Gavazzi \| Italie \| Lampre-NGC \| + 0 s \| \| 7e \| Baden Cooke \| Australie \| Vacansoleil \| + 0 s \| \| 8e \| Aliaksandr Usau \| Biélorussie \| Cofidis, le Crédit en Ligne \| + 0 s \| \| 9e \| José Joaquín Rojas \| Espagne \| Caisse d'Épargne \| + 0 s \| \| 10e \| Tom Boonen \| Belgique \| Quick Step \| + 0 s \| |                      |             |                             |                 |
| |                      |             |                             |                 |
| |                      |             |                             |                 |
| Classement de l'étape |                      |             |                             |                 |
| Coureur | Coureur              | Pays        | Équipe                      | Temps           |
| 1er | Tyler Farrar         | États-Unis  | Garmin-Slipstream           | 4 h 17 min 53 s |
| 2e | Yauheni Hutarovich   | Biélorussie | La Française des jeux       | + 0 s           |
| 3e | Edvald Boasson Hagen | Norvège     | Columbia-HTC                | + 0 s           |
| 4e | Graeme Brown         | Australie   | Rabobank                    | + 0 s           |
| 5e | Tom Veelers          | Pays-Bas    | Skil-Shimano                | + 0 s           |
| 6e | Francesco Gavazzi    | Italie      | Lampre-NGC                  | + 0 s           |
| 7e | Baden Cooke          | Australie   | Vacansoleil                 | + 0 s           |
| 8e | Aliaksandr Usau      | Biélorussie | Cofidis, le Crédit en Ligne | + 0 s           |
| 9e | José Joaquín Rojas   | Espagne     | Caisse d'Épargne            | + 0 s           |
| 10e | Tom Boonen           | Belgique    | Quick Step                  | + 0 s           |

| \| Classement général \| Classement général \| Classement général \| Classement général \| Classement général \| \| Coureur \| Coureur \| Pays \| Équipe \| Temps \| \| ------------------ \| -------------------- \| ------------------ \| ---------------------------- \| ------------------ \| \| 1er \| Tyler Farrar \| États-Unis \| Garmin-Slipstream \| 8 h 41 min 09 s \| \| 2e \| Edvald Boasson Hagen \| Norvège \| Columbia-HTC \| + 13 s \| \| 3e \| Tom Boonen \| Belgique \| Quick Step \| + 14 s \| \| 4e \| Sylvain Chavanel \| France \| Quick Step \| + 19 s \| \| 5e \| Bradley Wiggins \| Royaume-Uni \| Garmin-Slipstream \| + 21 s \| \| 6e \| Joost Posthuma \| Pays-Bas \| Rabobank \| + 21 s \| \| 7e \| Vincenzo Nibali \| Italie \| Liquigas \| + 23 s \| \| 8e \| Juan Antonio Flecha \| Espagne \| Rabobank \| + 23 s \| \| 9e \| Maarten Tjallingii \| Pays-Bas \| Rabobank \| + 24 s \| \| 10e \| Nikolas Maes \| Belgique \| Topsport Vlaanderen-Mercator \| + 24 s \| |                      |             |                              |                 |
| |                      |             |                              |                 |
| |                      |             |                              |                 |
| Classement général |                      |             |                              |                 |
| Coureur | Coureur              | Pays        | Équipe                       | Temps           |
| 1er | Tyler Farrar         | États-Unis  | Garmin-Slipstream            | 8 h 41 min 09 s |
| 2e | Edvald Boasson Hagen | Norvège     | Columbia-HTC                 | + 13 s          |
| 3e | Tom Boonen           | Belgique    | Quick Step                   | + 14 s          |
| 4e | Sylvain Chavanel     | France      | Quick Step                   | + 19 s          |
| 5e | Bradley Wiggins      | Royaume-Uni | Garmin-Slipstream            | + 21 s          |
| 6e | Joost Posthuma       | Pays-Bas    | Rabobank                     | + 21 s          |
| 7e | Vincenzo Nibali      | Italie      | Liquigas                     | + 23 s          |
| 8e | Juan Antonio Flecha  | Espagne     | Rabobank                     | + 23 s          |
| 9e | Maarten Tjallingii   | Pays-Bas    | Rabobank                     | + 24 s          |
| 10e | Nikolas Maes         | Belgique    | Topsport Vlaanderen-Mercator | + 24 s          |

### 3eétape
21 août 2009 - Niel-Hasselt, 158,3 km
| \| Classement de l'étape \| Classement de l'étape \| Classement de l'étape \| Classement de l'étape \| Classement de l'étape \| \| Coureur \| Coureur \| Pays \| Équipe \| Temps \| \| --------------------- \| --------------------- \| --------------------- \| --------------------------- \| --------------------- \| \| 1er \| Tom Boonen \| Belgique \| Quick Step \| 3 h 43 min 19 s \| \| 2e \| Tyler Farrar \| États-Unis \| Garmin-Slipstream \| + 0 s \| \| 3e \| Francesco Chicchi \| Italie \| Liquigas \| + 0 s \| \| 4e \| José Joaquín Rojas \| Espagne \| Caisse d'Épargne \| + 0 s \| \| 5e \| Alexei Markov \| Russie \| Katusha \| + 0 s \| \| 6e \| Matthew Goss \| Australie \| Saxo Bank \| + 0 s \| \| 7e \| Mark Renshaw \| Australie \| Columbia-HTC \| + 0 s \| \| 8e \| Baden Cooke \| Australie \| Vacansoleil \| + 0 s \| \| 9e \| Robert Wagner \| Allemagne \| Skil-Shimano \| + 0 s \| \| 10e \| Aliaksandr Usau \| Biélorussie \| Cofidis, le Crédit en Ligne \| + 0 s \| |                    |             |                             |                 |
| |                    |             |                             |                 |
| |                    |             |                             |                 |
| Classement de l'étape |                    |             |                             |                 |
| Coureur | Coureur            | Pays        | Équipe                      | Temps           |
| 1er | Tom Boonen         | Belgique    | Quick Step                  | 3 h 43 min 19 s |
| 2e | Tyler Farrar       | États-Unis  | Garmin-Slipstream           | + 0 s           |
| 3e | Francesco Chicchi  | Italie      | Liquigas                    | + 0 s           |
| 4e | José Joaquín Rojas | Espagne     | Caisse d'Épargne            | + 0 s           |
| 5e | Alexei Markov      | Russie      | Katusha                     | + 0 s           |
| 6e | Matthew Goss       | Australie   | Saxo Bank                   | + 0 s           |
| 7e | Mark Renshaw       | Australie   | Columbia-HTC                | + 0 s           |
| 8e | Baden Cooke        | Australie   | Vacansoleil                 | + 0 s           |
| 9e | Robert Wagner      | Allemagne   | Skil-Shimano                | + 0 s           |
| 10e | Aliaksandr Usau    | Biélorussie | Cofidis, le Crédit en Ligne | + 0 s           |

| \| Classement général \| Classement général \| Classement général \| Classement général \| Classement général \| \| Coureur \| Coureur \| Pays \| Équipe \| Temps \| \| ------------------ \| -------------------- \| ------------------ \| ---------------------------- \| ------------------ \| \| 1er \| Tyler Farrar \| États-Unis \| Garmin-Slipstream \| 12 h 24 min 22 s \| \| 2e \| Tom Boonen \| Belgique \| Quick Step \| + 10 s \| \| 3e \| Edvald Boasson Hagen \| Norvège \| Columbia-HTC \| + 19 s \| \| 4e \| Sylvain Chavanel \| France \| Quick Step \| + 25 s \| \| 5e \| Bradley Wiggins \| Royaume-Uni \| Garmin-Slipstream \| + 27 s \| \| 6e \| Joost Posthuma \| Pays-Bas \| Rabobank \| + 27 s \| \| 7e \| Vincenzo Nibali \| Italie \| Liquigas \| + 29 s \| \| 8e \| Juan Antonio Flecha \| Espagne \| Rabobank \| + 29 s \| \| 9e \| Maarten Tjallingii \| Pays-Bas \| Rabobank \| + 30 s \| \| 10e \| Nikolas Maes \| Belgique \| Topsport Vlaanderen-Mercator \| + 30 s \| |                      |             |                              |                  |
| |                      |             |                              |                  |
| |                      |             |                              |                  |
| Classement général |                      |             |                              |                  |
| Coureur | Coureur              | Pays        | Équipe                       | Temps            |
| 1er | Tyler Farrar         | États-Unis  | Garmin-Slipstream            | 12 h 24 min 22 s |
| 2e | Tom Boonen           | Belgique    | Quick Step                   | + 10 s           |
| 3e | Edvald Boasson Hagen | Norvège     | Columbia-HTC                 | + 19 s           |
| 4e | Sylvain Chavanel     | France      | Quick Step                   | + 25 s           |
| 5e | Bradley Wiggins      | Royaume-Uni | Garmin-Slipstream            | + 27 s           |
| 6e | Joost Posthuma       | Pays-Bas    | Rabobank                     | + 27 s           |
| 7e | Vincenzo Nibali      | Italie      | Liquigas                     | + 29 s           |
| 8e | Juan Antonio Flecha  | Espagne     | Rabobank                     | + 29 s           |
| 9e | Maarten Tjallingii   | Pays-Bas    | Rabobank                     | + 30 s           |
| 10e | Nikolas Maes         | Belgique    | Topsport Vlaanderen-Mercator | + 30 s           |

### 4eétape
22 août 2009 - Hasselt-Libramont, 221,2 km
| \| Classement de l'étape \| Classement de l'étape \| Classement de l'étape \| Classement de l'étape \| Classement de l'étape \| \| Coureur \| Coureur \| Pays \| Équipe \| Temps \| \| --------------------- \| --------------------- \| --------------------- \| ---------------------------- \| --------------------- \| \| 1er \| Tyler Farrar \| États-Unis \| Garmin-Slipstream \| 5 h 27 min 01 s \| \| 2e \| Edvald Boasson Hagen \| Norvège \| Columbia-HTC \| + 0 s \| \| 3e \| Francesco Gavazzi \| Italie \| Lampre-NGC \| + 0 s \| \| 4e \| Greg Van Avermaet \| Belgique \| Silence-Lotto \| + 0 s \| \| 5e \| Kristof Goddaert \| Belgique \| Topsport Vlaanderen-Mercator \| + 0 s \| \| 6e \| José Joaquín Rojas \| Espagne \| Caisse d'Épargne \| + 0 s \| \| 7e \| Aitor Galdós \| Espagne \| Euskaltel-Euskadi \| + 0 s \| \| 8e \| Roy Sentjens \| Belgique \| Silence-Lotto \| + 0 s \| \| 9e \| Aliaksandr Usau \| Biélorussie \| Cofidis, le Crédit en Ligne \| + 0 s \| \| 10e \| Lars Bak \| Danemark \| Saxo Bank \| + 0 s \| |                      |             |                              |                 |
| |                      |             |                              |                 |
| |                      |             |                              |                 |
| Classement de l'étape |                      |             |                              |                 |
| Coureur | Coureur              | Pays        | Équipe                       | Temps           |
| 1er | Tyler Farrar         | États-Unis  | Garmin-Slipstream            | 5 h 27 min 01 s |
| 2e | Edvald Boasson Hagen | Norvège     | Columbia-HTC                 | + 0 s           |
| 3e | Francesco Gavazzi    | Italie      | Lampre-NGC                   | + 0 s           |
| 4e | Greg Van Avermaet    | Belgique    | Silence-Lotto                | + 0 s           |
| 5e | Kristof Goddaert     | Belgique    | Topsport Vlaanderen-Mercator | + 0 s           |
| 6e | José Joaquín Rojas   | Espagne     | Caisse d'Épargne             | + 0 s           |
| 7e | Aitor Galdós         | Espagne     | Euskaltel-Euskadi            | + 0 s           |
| 8e | Roy Sentjens         | Belgique    | Silence-Lotto                | + 0 s           |
| 9e | Aliaksandr Usau      | Biélorussie | Cofidis, le Crédit en Ligne  | + 0 s           |
| 10e | Lars Bak             | Danemark    | Saxo Bank                    | + 0 s           |

| \| Classement général \| Classement général \| Classement général \| Classement général \| Classement général \| \| Coureur \| Coureur \| Pays \| Équipe \| Temps \| \| ------------------ \| -------------------- \| ------------------ \| ---------------------------- \| ------------------ \| \| 1er \| Tyler Farrar \| États-Unis \| Garmin-Slipstream \| 17 h 51 min 13 s \| \| 2e \| Tom Boonen \| Belgique \| Quick Step \| + 20 s \| \| 3e \| Edvald Boasson Hagen \| Norvège \| Columbia-HTC \| + 23 s \| \| 4e \| Sylvain Chavanel \| France \| Quick Step \| + 35 s \| \| 5e \| Maarten Tjallingii \| Pays-Bas \| Rabobank \| + 37 s \| \| 6e \| Vincenzo Nibali \| Italie \| Liquigas \| + 37 s \| \| 7e \| Bradley Wiggins \| Royaume-Uni \| Garmin-Slipstream \| + 37 s \| \| 8e \| Joost Posthuma \| Pays-Bas \| Rabobank \| + 37 s \| \| 9e \| Juan Antonio Flecha \| Espagne \| Rabobank \| + 39 s \| \| 10e \| Nikolas Maes \| Belgique \| Topsport Vlaanderen-Mercator \| + 40 s \| |                      |             |                              |                  |
| |                      |             |                              |                  |
| |                      |             |                              |                  |
| Classement général |                      |             |                              |                  |
| Coureur | Coureur              | Pays        | Équipe                       | Temps            |
| 1er | Tyler Farrar         | États-Unis  | Garmin-Slipstream            | 17 h 51 min 13 s |
| 2e | Tom Boonen           | Belgique    | Quick Step                   | + 20 s           |
| 3e | Edvald Boasson Hagen | Norvège     | Columbia-HTC                 | + 23 s           |
| 4e | Sylvain Chavanel     | France      | Quick Step                   | + 35 s           |
| 5e | Maarten Tjallingii   | Pays-Bas    | Rabobank                     | + 37 s           |
| 6e | Vincenzo Nibali      | Italie      | Liquigas                     | + 37 s           |
| 7e | Bradley Wiggins      | Royaume-Uni | Garmin-Slipstream            | + 37 s           |
| 8e | Joost Posthuma       | Pays-Bas    | Rabobank                     | + 37 s           |
| 9e | Juan Antonio Flecha  | Espagne     | Rabobank                     | + 39 s           |
| 10e | Nikolas Maes         | Belgique    | Topsport Vlaanderen-Mercator | + 40 s           |

### 5eétape
23 août 2009 - Roermond-Sittard, 204,3 km
| \| Classement de l'étape \| Classement de l'étape \| Classement de l'étape \| Classement de l'étape \| Classement de l'étape \| \| Coureur \| Coureur \| Pays \| Équipe \| Temps \| \| --------------------- \| --------------------- \| --------------------- \| ---------------------------- \| --------------------- \| \| 1er \| Lars Bak \| Danemark \| Saxo Bank \| 5 h 13 min 16 s \| \| 2e \| Edvald Boasson Hagen \| Norvège \| Columbia-HTC \| + 2 s \| \| 3e \| Francesco Gavazzi \| Italie \| Lampre-NGC \| + 2 s \| \| 4e \| Greg Van Avermaet \| Belgique \| Silence-Lotto \| + 2 s \| \| 5e \| Juan Antonio Flecha \| Espagne \| Rabobank \| + 2 s \| \| 6e \| Sebastian Langeveld \| Pays-Bas \| Rabobank \| + 2 s \| \| 7e \| Joost Posthuma \| Pays-Bas \| Rabobank \| + 2 s \| \| 8e \| Jan Bakelants \| Belgique \| Topsport Vlaanderen-Mercator \| + 2 s \| \| 9e \| David Deroo \| France \| Skil-Shimano \| + 2 s \| \| 10e \| Jurgen Van Goolen \| Belgique \| Saxo Bank \| + 2 s \| |                      |          |                              |                 |
| |                      |          |                              |                 |
| |                      |          |                              |                 |
| Classement de l'étape |                      |          |                              |                 |
| Coureur | Coureur              | Pays     | Équipe                       | Temps           |
| 1er | Lars Bak             | Danemark | Saxo Bank                    | 5 h 13 min 16 s |
| 2e | Edvald Boasson Hagen | Norvège  | Columbia-HTC                 | + 2 s           |
| 3e | Francesco Gavazzi    | Italie   | Lampre-NGC                   | + 2 s           |
| 4e | Greg Van Avermaet    | Belgique | Silence-Lotto                | + 2 s           |
| 5e | Juan Antonio Flecha  | Espagne  | Rabobank                     | + 2 s           |
| 6e | Sebastian Langeveld  | Pays-Bas | Rabobank                     | + 2 s           |
| 7e | Joost Posthuma       | Pays-Bas | Rabobank                     | + 2 s           |
| 8e | Jan Bakelants        | Belgique | Topsport Vlaanderen-Mercator | + 2 s           |
| 9e | David Deroo          | France   | Skil-Shimano                 | + 2 s           |
| 10e | Jurgen Van Goolen    | Belgique | Saxo Bank                    | + 2 s           |

| \| Classement général \| Classement général \| Classement général \| Classement général \| Classement général \| \| Coureur \| Coureur \| Pays \| Équipe \| Temps \| \| ------------------ \| -------------------- \| ------------------ \| ---------------------------- \| ------------------ \| \| 1er \| Edvald Boasson Hagen \| Norvège \| Columbia-HTC \| 23 h 04 min 55 s \| \| 2e \| Tyler Farrar \| États-Unis \| Garmin-Slipstream \| + 15 s \| \| 3e \| Lars Bak \| Danemark \| Saxo Bank \| + 15 s \| \| 4e \| Sylvain Chavanel \| France \| Quick Step \| + 21 s \| \| 5e \| Vincenzo Nibali \| Italie \| Liquigas \| + 23 s \| \| 6e \| Joost Posthuma \| Pays-Bas \| Rabobank \| + 23 s \| \| 7e \| Juan Antonio Flecha \| Espagne \| Rabobank \| + 25 s \| \| 8e \| Francesco Gavazzi \| Italie \| Lampre-NGC \| + 28 s \| \| 9e \| Jan Bakelants \| Belgique \| Topsport Vlaanderen-Mercator \| + 28 s \| \| 10e \| Maxime Monfort \| Belgique \| Columbia-HTC \| + 29 s \| |                      |            |                              |                  |
| |                      |            |                              |                  |
| |                      |            |                              |                  |
| Classement général |                      |            |                              |                  |
| Coureur | Coureur              | Pays       | Équipe                       | Temps            |
| 1er | Edvald Boasson Hagen | Norvège    | Columbia-HTC                 | 23 h 04 min 55 s |
| 2e | Tyler Farrar         | États-Unis | Garmin-Slipstream            | + 15 s           |
| 3e | Lars Bak             | Danemark   | Saxo Bank                    | + 15 s           |
| 4e | Sylvain Chavanel     | France     | Quick Step                   | + 21 s           |
| 5e | Vincenzo Nibali      | Italie     | Liquigas                     | + 23 s           |
| 6e | Joost Posthuma       | Pays-Bas   | Rabobank                     | + 23 s           |
| 7e | Juan Antonio Flecha  | Espagne    | Rabobank                     | + 25 s           |
| 8e | Francesco Gavazzi    | Italie     | Lampre-NGC                   | + 28 s           |
| 9e | Jan Bakelants        | Belgique   | Topsport Vlaanderen-Mercator | + 28 s           |
| 10e | Maxime Monfort       | Belgique   | Columbia-HTC                 | + 29 s           |

### 6eétape
24 août 2009 - Genk -Roermond, 163,3 km
| \| Classement de l'étape \| Classement de l'étape \| Classement de l'étape \| Classement de l'étape \| Classement de l'étape \| \| Coureur \| Coureur \| Pays \| Équipe \| Temps \| \| --------------------- \| --------------------- \| --------------------- \| ---------------------------- \| --------------------- \| \| 1er \| Edvald Boasson Hagen \| Norvège \| Columbia-HTC \| 3 h 28 min 58 s \| \| 2e \| Matthew Goss \| Australie \| Saxo Bank \| + 0 s \| \| 3e \| Tyler Farrar \| États-Unis \| Garmin-Slipstream \| + 0 s \| \| 4e \| Graeme Brown \| Australie \| Rabobank \| + 0 s \| \| 5e \| Francesco Chicchi \| Italie \| Liquigas \| + 0 s \| \| 6e \| Mark Renshaw \| Australie \| Columbia-HTC \| + 0 s \| \| 7e \| Baden Cooke \| Australie \| Vacansoleil \| + 0 s \| \| 8e \| Kristof Goddaert \| Belgique \| Topsport Vlaanderen-Mercator \| + 0 s \| \| 9e \| Angelo Furlan \| Italie \| Lampre-NGC \| + 0 s \| \| 10e \| Klaas Lodewyck \| Belgique \| Topsport Vlaanderen-Mercator \| + 0 s \| |                      |            |                              |                 |
| |                      |            |                              |                 |
| |                      |            |                              |                 |
| Classement de l'étape |                      |            |                              |                 |
| Coureur | Coureur              | Pays       | Équipe                       | Temps           |
| 1er | Edvald Boasson Hagen | Norvège    | Columbia-HTC                 | 3 h 28 min 58 s |
| 2e | Matthew Goss         | Australie  | Saxo Bank                    | + 0 s           |
| 3e | Tyler Farrar         | États-Unis | Garmin-Slipstream            | + 0 s           |
| 4e | Graeme Brown         | Australie  | Rabobank                     | + 0 s           |
| 5e | Francesco Chicchi    | Italie     | Liquigas                     | + 0 s           |
| 6e | Mark Renshaw         | Australie  | Columbia-HTC                 | + 0 s           |
| 7e | Baden Cooke          | Australie  | Vacansoleil                  | + 0 s           |
| 8e | Kristof Goddaert     | Belgique   | Topsport Vlaanderen-Mercator | + 0 s           |
| 9e | Angelo Furlan        | Italie     | Lampre-NGC                   | + 0 s           |
| 10e | Klaas Lodewyck       | Belgique   | Topsport Vlaanderen-Mercator | + 0 s           |

| \| Classement général \| Classement général \| Classement général \| Classement général \| Classement général \| \| Coureur \| Coureur \| Pays \| Équipe \| Temps \| \| ------------------ \| --------------------- \| ------------------ \| ---------------------------- \| ------------------ \| \| 1er \| Edvald Boasson Hagen \| Norvège \| Columbia-HTC \| 26 h 33 min 33 s \| \| 2e \| Tyler Farrar \| États-Unis \| Garmin-Slipstream \| + 21 s \| \| 3e \| Lars Bak \| Danemark \| Saxo Bank \| + 25 s \| \| 4e \| Sylvain Chavanel \| France \| Quick Step \| + 31 s \| \| 5e \| Joost Posthuma \| Pays-Bas \| Rabobank \| + 33 s \| \| 6e \| Juan Antonio Flecha \| Espagne \| Rabobank \| + 35 s \| \| 7e \| Francesco Gavazzi \| Italie \| Lampre-NGC \| + 38 s \| \| 8e \| Jan Bakelants \| Belgique \| Topsport Vlaanderen-Mercator \| + 38 s \| \| 9e \| Maxime Monfort \| Belgique \| Columbia-HTC \| + 39 s \| \| 10e \| Jurgen Van den Broeck \| Belgique \| Silence-Lotto \| + 42 s \| |                       |            |                              |                  |
| |                       |            |                              |                  |
| |                       |            |                              |                  |
| Classement général |                       |            |                              |                  |
| Coureur | Coureur               | Pays       | Équipe                       | Temps            |
| 1er | Edvald Boasson Hagen  | Norvège    | Columbia-HTC                 | 26 h 33 min 33 s |
| 2e | Tyler Farrar          | États-Unis | Garmin-Slipstream            | + 21 s           |
| 3e | Lars Bak              | Danemark   | Saxo Bank                    | + 25 s           |
| 4e | Sylvain Chavanel      | France     | Quick Step                   | + 31 s           |
| 5e | Joost Posthuma        | Pays-Bas   | Rabobank                     | + 33 s           |
| 6e | Juan Antonio Flecha   | Espagne    | Rabobank                     | + 35 s           |
| 7e | Francesco Gavazzi     | Italie     | Lampre-NGC                   | + 38 s           |
| 8e | Jan Bakelants         | Belgique   | Topsport Vlaanderen-Mercator | + 38 s           |
| 9e | Maxime Monfort        | Belgique   | Columbia-HTC                 | + 39 s           |
| 10e | Jurgen Van den Broeck | Belgique   | Silence-Lotto                | + 42 s           |

### 7eétape
25 août 2009 - Amersfoort, 13,1 km
| \| Classement de l'étape \| Classement de l'étape \| Classement de l'étape \| Classement de l'étape \| Classement de l'étape \| \| Coureur \| Coureur \| Pays \| Équipe \| Temps \| \| --------------------- \| --------------------- \| --------------------- \| ---------------------------- \| --------------------- \| \| 1er \| Edvald Boasson Hagen \| Norvège \| Columbia-HTC \| 16 min 07 s \| \| 2e \| Sebastian Langeveld \| Pays-Bas \| Rabobank \| + 4 s \| \| 3e \| Maarten Tjallingii \| Pays-Bas \| Rabobank \| + 5 s \| \| 4e \| Sylvain Chavanel \| France \| Quick Step \| + 14 s \| \| 5e \| Jurgen Van den Broeck \| Belgique \| Silence-Lotto \| + 16 s \| \| 6e \| Maxime Monfort \| Belgique \| Columbia-HTC \| + 19 s \| \| 7e \| Andrey Amador \| Costa Rica \| Caisse d'Épargne \| + 20 s \| \| 8e \| Juan Antonio Flecha \| Espagne \| Rabobank \| + 23 s \| \| 9e \| Thomas De Gendt \| Belgique \| Topsport Vlaanderen-Mercator \| + 25 s \| \| 10e \| László Bodrogi \| Hongrie \| Katusha \| + 27 s \| |                       |            |                              |             |
| |                       |            |                              |             |
| |                       |            |                              |             |
| Classement de l'étape |                       |            |                              |             |
| Coureur | Coureur               | Pays       | Équipe                       | Temps       |
| 1er | Edvald Boasson Hagen  | Norvège    | Columbia-HTC                 | 16 min 07 s |
| 2e | Sebastian Langeveld   | Pays-Bas   | Rabobank                     | + 4 s       |
| 3e | Maarten Tjallingii    | Pays-Bas   | Rabobank                     | + 5 s       |
| 4e | Sylvain Chavanel      | France     | Quick Step                   | + 14 s      |
| 5e | Jurgen Van den Broeck | Belgique   | Silence-Lotto                | + 16 s      |
| 6e | Maxime Monfort        | Belgique   | Columbia-HTC                 | + 19 s      |
| 7e | Andrey Amador         | Costa Rica | Caisse d'Épargne             | + 20 s      |
| 8e | Juan Antonio Flecha   | Espagne    | Rabobank                     | + 23 s      |
| 9e | Thomas De Gendt       | Belgique   | Topsport Vlaanderen-Mercator | + 25 s      |
| 10e | László Bodrogi        | Hongrie    | Katusha                      | + 27 s      |

| \| Classement général \| Classement général \| Classement général \| Classement général \| Classement général \| \| Coureur \| Coureur \| Pays \| Équipe \| Temps \| \| ------------------ \| --------------------- \| ------------------ \| ---------------------------- \| ------------------ \| \| 1er \| Edvald Boasson Hagen \| Norvège \| Columbia-HTC \| 26 h 49 min 40 s \| \| 2e \| Sylvain Chavanel \| France \| Quick Step \| + 45 s \| \| 3e \| Sebastian Langeveld \| Pays-Bas \| Rabobank \| + 47 s \| \| 4e \| Jurgen Van den Broeck \| Belgique \| Silence-Lotto \| + 58 s \| \| 5e \| Maxime Monfort \| Belgique \| Columbia-HTC \| + 58 s \| \| 6e \| Juan Antonio Flecha \| Espagne \| Rabobank \| + 58 s \| \| 7e \| Lars Bak \| Danemark \| Saxo Bank \| + 58 s \| \| 8e \| Maarten Tjallingii \| Pays-Bas \| Rabobank \| + 1 min 06 s \| \| 9e \| Jan Bakelants \| Belgique \| Topsport Vlaanderen-Mercator \| + 1 min 12 s \| \| 10e \| Francesco Chicchi \| Italie \| Liquigas \| + 1 min 22 s \| |                       |          |                              |                  |
| |                       |          |                              |                  |
| |                       |          |                              |                  |
| Classement général |                       |          |                              |                  |
| Coureur | Coureur               | Pays     | Équipe                       | Temps            |
| 1er | Edvald Boasson Hagen  | Norvège  | Columbia-HTC                 | 26 h 49 min 40 s |
| 2e | Sylvain Chavanel      | France   | Quick Step                   | + 45 s           |
| 3e | Sebastian Langeveld   | Pays-Bas | Rabobank                     | + 47 s           |
| 4e | Jurgen Van den Broeck | Belgique | Silence-Lotto                | + 58 s           |
| 5e | Maxime Monfort        | Belgique | Columbia-HTC                 | + 58 s           |
| 6e | Juan Antonio Flecha   | Espagne  | Rabobank                     | + 58 s           |
| 7e | Lars Bak              | Danemark | Saxo Bank                    | + 58 s           |
| 8e | Maarten Tjallingii    | Pays-Bas | Rabobank                     | + 1 min 06 s     |
| 9e | Jan Bakelants         | Belgique | Topsport Vlaanderen-Mercator | + 1 min 12 s     |
| 10e | Francesco Chicchi     | Italie   | Liquigas                     | + 1 min 22 s     |

## Classements finals
| \| Classement général \| Classement général \| Classement général \| Classement général \| Classement général \| \| Coureur \| Coureur \| Pays \| Équipe \| Temps \| \| ------------------ \| --------------------- \| ------------------ \| ---------------------------- \| ------------------ \| \| 1er \| Edvald Boasson Hagen \| Norvège \| Columbia-HTC \| 26 h 49 min 40 s \| \| 2e \| Sylvain Chavanel \| France \| Quick Step \| + 45 s \| \| 3e \| Sebastian Langeveld \| Pays-Bas \| Rabobank \| + 47 s \| \| 4e \| Jurgen Van den Broeck \| Belgique \| Silence-Lotto \| + 58 s \| \| 5e \| Maxime Monfort \| Belgique \| Columbia-HTC \| + 58 s \| \| 6e \| Juan Antonio Flecha \| Espagne \| Rabobank \| + 58 s \| \| 7e \| Lars Bak \| Danemark \| Saxo Bank \| + 58 s \| \| 8e \| Maarten Tjallingii \| Pays-Bas \| Rabobank \| + 1 min 06 s \| \| 9e \| Jan Bakelants \| Belgique \| Topsport Vlaanderen-Mercator \| + 1 min 12 s \| \| 10e \| Francesco Chicchi \| Italie \| Liquigas \| + 1 min 22 s \| |                       |          |                              |                  |
| |                       |          |                              |                  |
| |                       |          |                              |                  |
| Classement général |                       |          |                              |                  |
| Coureur | Coureur               | Pays     | Équipe                       | Temps            |
| 1er | Edvald Boasson Hagen  | Norvège  | Columbia-HTC                 | 26 h 49 min 40 s |
| 2e | Sylvain Chavanel      | France   | Quick Step                   | + 45 s           |
| 3e | Sebastian Langeveld   | Pays-Bas | Rabobank                     | + 47 s           |
| 4e | Jurgen Van den Broeck | Belgique | Silence-Lotto                | + 58 s           |
| 5e | Maxime Monfort        | Belgique | Columbia-HTC                 | + 58 s           |
| 6e | Juan Antonio Flecha   | Espagne  | Rabobank                     | + 58 s           |
| 7e | Lars Bak              | Danemark | Saxo Bank                    | + 58 s           |
| 8e | Maarten Tjallingii    | Pays-Bas | Rabobank                     | + 1 min 06 s     |
| 9e | Jan Bakelants         | Belgique | Topsport Vlaanderen-Mercator | + 1 min 12 s     |
| 10e | Francesco Chicchi     | Italie   | Liquigas                     | + 1 min 22 s     |

| Classement par points | Classement par points | Classement par points | Classement par points | Classement par points |
| Coureur               | Coureur               | Pays                  | Équipe                | Points                |
| --------------------- | --------------------- | --------------------- | --------------------- | --------------------- |
| 1er                   | Edvald Boasson Hagen  | Norvège               | Columbia-HTC          | 170 pts               |
| 2e                    | Lars Bak              | Danemark              | Saxo Bank             | 59 pts                |
| 3e                    | Francesco Gavazzi     | Italie                | Lampre-NGC            | 59 pts                |
| 4e                    | José Joaquín Rojas    | Espagne               | Caisse d'Épargne      | 45 pts                |
| 5e                    | Matthew Goss          | Australie             | Saxo Bank             | 40 pts                |
| 6e                    | Sebastian Langeveld   | Pays-Bas              | Rabobank              | 40 pts                |
| 7e                    | Yauheni Hutarovich    | Biélorussie           | La Française des jeux | 40 pts                |
| 8e                    | Francesco Chicchi     | Italie                | Liquigas              | 39 pts                |
| 9e                    | Greg Van Avermaet     | Belgique              | Silence-Lotto         | 38 pts                |
| 10e                   | Graeme Brown          | Australie             | Rabobank              | 38 pts                |

| Classement par points | Classement par points | Classement par points | Classement par points | Classement par points |
| Coureur               | Coureur               | Pays                  | Équipe                | Points                |
| --------------------- | --------------------- | --------------------- | --------------------- | --------------------- |
| 1er                   | Edvald Boasson Hagen  | Norvège               | Columbia-HTC          | 170 pts               |
| 2e                    | Lars Bak              | Danemark              | Saxo Bank             | 59 pts                |
| 3e                    | Francesco Gavazzi     | Italie                | Lampre-NGC            | 59 pts                |
| 4e                    | José Joaquín Rojas    | Espagne               | Caisse d'Épargne      | 45 pts                |
| 5e                    | Matthew Goss          | Australie             | Saxo Bank             | 40 pts                |
| 6e                    | Sebastian Langeveld   | Pays-Bas              | Rabobank              | 40 pts                |
| 7e                    | Yauheni Hutarovich    | Biélorussie           | La Française des jeux | 40 pts                |
| 8e                    | Francesco Chicchi     | Italie                | Liquigas              | 39 pts                |
| 9e                    | Greg Van Avermaet     | Belgique              | Silence-Lotto         | 38 pts                |
| 10e                   | Graeme Brown          | Australie             | Rabobank              | 38 pts                |

| Classement par équipes | Classement par équipes | Classement par équipes | Classement par équipes |
| Équipe                 | Équipe                 | Pays                   | Temps                  |
| ---------------------- | ---------------------- | ---------------------- | ---------------------- |
| 1re                    | Rabobank               | Pays-Bas               | 80 h 31 min 16 s       |
| 2e                     | Columbia-HTC           | États-Unis             | + 56 s                 |
| 3e                     | Silence-Lotto          | Belgique               | + 1 min 37 s           |
| 4e                     | Saxo Bank              | Danemark               | + 1 min 54 s           |
| 5e                     | Quick Step             | Belgique               | + 2 min 49 s           |
| 6e                     | Lampre-NGC             | Italie                 | + 3 min 25 s           |
| 7e                     | Astana                 | Kazakhstan             | + 3 min 48 s           |
| 8e                     | Katusha                | Russie                 | + 4 min 21 s           |
| 9e                     | Liquigas               | Italie                 | + 4 min 32 s           |
| 10e                    | La Française des jeux  | France                 | + 4 min 35 s           |

| Classement par équipes | Classement par équipes | Classement par équipes | Classement par équipes |
| Équipe                 | Équipe                 | Pays                   | Temps                  |
| ---------------------- | ---------------------- | ---------------------- | ---------------------- |
| 1re                    | Rabobank               | Pays-Bas               | 80 h 31 min 16 s       |
| 2e                     | Columbia-HTC           | États-Unis             | + 56 s                 |
| 3e                     | Silence-Lotto          | Belgique               | + 1 min 37 s           |
| 4e                     | Saxo Bank              | Danemark               | + 1 min 54 s           |
| 5e                     | Quick Step             | Belgique               | + 2 min 49 s           |
| 6e                     | Lampre-NGC             | Italie                 | + 3 min 25 s           |
| 7e                     | Astana                 | Kazakhstan             | + 3 min 48 s           |
| 8e                     | Katusha                | Russie                 | + 4 min 21 s           |
| 9e                     | Liquigas               | Italie                 | + 4 min 32 s           |
| 10e                    | La Française des jeux  | France                 | + 4 min 35 s           |

## Évolution des classements
| Étape              | Vainqueur            | Classement général   | Classement par points |
| ------------------ | -------------------- | -------------------- | --------------------- |
| Prol.              | Sylvain Chavanel     | Sylvain Chavanel     | non-attribué          |
| 1                  | Tyler Farrar         | Tyler Farrar         | Tyler Farrar          |
| 2                  | Tyler Farrar         | Tyler Farrar         | Tyler Farrar          |
| 3                  | Tom Boonen           | Tyler Farrar         | Tyler Farrar          |
| 4                  | Tyler Farrar         | Tyler Farrar         | Tyler Farrar          |
| 5                  | Lars Ytting Bak      | Edvald Boasson Hagen | Tyler Farrar          |
| 6                  | Edvald Boasson Hagen | Edvald Boasson Hagen | Edvald Boasson Hagen  |
| 7                  | Edvald Boasson Hagen | Edvald Boasson Hagen | Edvald Boasson Hagen  |
| Classements finals |                      | Edvald Boasson Hagen | Edvald Boasson Hagen  |

## Liste des participants
| Liste des participants | Liste des participants    | Liste des participants |
| --- | ------------------------- | ---------------------- |
| \| Caisse d'Épargne GCE \| Caisse d'Épargne GCE \| Caisse d'Épargne GCE \| \| -------------------- \| ------------------------- \| -------------------- \| \| Num \| Coureur \| Pos \| \| 1 \| José Iván Gutiérrez (ESP) \| \| \| 2 \| Andrey Amador (CRC) \| \| \| 3 \| Arnaud Coyot (FRA) \| \| \| 4 \| Pablo Lastras (ESP) \| \| \| 5 \| Ángel Madrazo (ESP) \| \| \| 6 \| Mathieu Drujon (FRA) \| \| \| 7 \| José Joaquín Rojas (ESP) \| \| \| 8 \| Luis Pasamontes (ESP) \| \| |                           |                        |
| Caisse d'Épargne GCE |                           |                        |
| Num | Coureur                   | Pos                    |
| 1 | José Iván Gutiérrez (ESP) |                        |
| 2 | Andrey Amador (CRC)       |                        |
| 3 | Arnaud Coyot (FRA)        |                        |
| 4 | Pablo Lastras (ESP)       |                        |
| 5 | Ángel Madrazo (ESP)       |                        |
| 6 | Mathieu Drujon (FRA)      |                        |
| 7 | José Joaquín Rojas (ESP)  |                        |
| 8 | Luis Pasamontes (ESP)     |                        |

| Caisse d'Épargne GCE | Caisse d'Épargne GCE      | Caisse d'Épargne GCE |
| -------------------- | ------------------------- | -------------------- |
| Num                  | Coureur                   | Pos                  |
| 1                    | José Iván Gutiérrez (ESP) |                      |
| 2                    | Andrey Amador (CRC)       |                      |
| 3                    | Arnaud Coyot (FRA)        |                      |
| 4                    | Pablo Lastras (ESP)       |                      |
| 5                    | Ángel Madrazo (ESP)       |                      |
| 6                    | Mathieu Drujon (FRA)      |                      |
| 7                    | José Joaquín Rojas (ESP)  |                      |
| 8                    | Luis Pasamontes (ESP)     |                      |